# Odensvi
Odensvi ist ein Ort (småort) und eine Kirchengemeinde in der Gemeinde Västervik im Norden der schwedischen Provinz Kalmar län. Der auch in Småland und Västmanland vorkommende Name Odensvi deutet auf einen heiligen Platz ("Vi") hin, an dem der Gott Odin verehrt wurde.
Odensvi ist ein kleiner Zentralort, in dem es eine öffentliche Badestelle, einen kleinen Skihang, Tankstelle, Schule, großen Sportplatz, Campingplatz und Altenheim gibt. Dreh- und Angelpunkt des Dorfgeschehens ist das Dorfgemeinschaftshaus, das am See Kyrksjön liegt und den von der Dorfgemeinschaft betriebenen Dorfladen beherbergt. Die Dorfgemeinschaft startet vielfältige Aktivitäten, um den kleinen Ort auf dem Land zu erhalten und zu entwickeln.
Ein- bis zweimal täglich (Stand Januar 2017) besteht eine Busverbindung über die lokale Linie zwischen dem 15 km östlich an der Bahnstrecke Linköping–Västervik (Tjustbanan) gelegenen Gamleby und Boda in der westlich benachbarten Gemeinde Kinda.
Der 3,8 m hohe, 0,9 m breite und 0,5 m dicke phallische Bautastein (RAÄ Nr. "Odensvi 4:1") steht im Weiler Boda. 